# Piliocolobus epieni
Piliocolobus epieni (лат.) — вид млекопитающих из семейства мартышковых отряда приматов.

## Таксономия
После обнаружения в 1993 году и до 2007 года считался подвидом красного колобуса, иногда также подвидом гвинейского колобуса, имея научное название соответственно Procolobus badius epieni или Procolobus pennantii epieni. В 2007 году Колин Гровс поднял ранг до вида, поместив его в род Piliocolobus.

## Описание
Спина чёрная, бока и бёдра оранжево-коричневые. Брюхо и внутренняя поверхность бёдер белые. Ступни и ладони чёрные. Хвост красно-коричневый сверху, каштаново-коричневый снизу, к кончику темнее. На морде белые бакенбарды.

## Распространение
Встречается только в западной части дельты реки Нигер. Предпочитает болотистые леса. Делит ареал с несколькими другими видами приматов, в частности краснобрюхой мартышкой, красноголовым мангобеем, большой белоносой мартышкой и мартышкой моной.

## Статус популяции
Международный союз охраны природы присвоил этому виду охранный статус «В критической опасности» (англ. Critically endangered). При первом обнаружении этого вида, он был довольно распространён, однако разрушение среды обитания из-за лесозаготовок (в особенности вырубки деревьев вида Hallea ledermannii, основного источника пищи) привело к резкому падению численности вида. Считается, что к 2008 году численность популяции сократилась более, чем на 80 %, после чего данный вид был включён в список 25 видов приматов, которым грозит полное вымирание.